# Altiplà Loriu
L'altiplà Loriu és una elevació precambriana situada al marge sud-oest del llac Turkana i al costat del volcà Barrier, a Kenya.
L'altiplà només és habitable estacionalment a causa de la seva aridesa.

## Topografia
Loriu limita amb el llac Turkana a l'est, amb Kapedo al sud, amb el riu Kerio a l'oest, i amb el delta del Kerio al nord.
L'altiplà té una longitud de 64 km que va de nord a sud, i aproximadament 8 km d'ample. Està cobert per fluxos de lava volcànica del Terciari.
El marge occidental de Loriu s'eleva gradualment mentre que el marge oriental està definit per un escarpament de falla més de 366 metres d'altura en alguns llocs.
L'alçada màxima de l'altiplà és 1.463 metres.

## Fauna i vegetació
Antigament, la conca del Turkana era la llar d'una gran diversitat i nombre d'espècies animals, moltes de les quals es van convertir en l'origen dels noms de llocs i persones de la regió. Un gran nombre d'animals salvatges ja no es troben a la conca del Turkana, com l'òryx, el cudú gros i l'estruç, que es podien trobar a l'altiplà Loriu durant les primeres expedicions dels forasters.
Loriu inclou una comunitat vegetal heterogènia amb acàcies, arbustos i escasses pastures. Algunes parts de l'altiplà són massa costerudes per a la vegetació.

## Geologia
La roca precambriana de biotita-gneis que forma l'estructura subjacent de Loriu va quedar exposada durant la formació de l'altiplà a les falles i la inclinació de la roca basal. Aquestes capes són clarament visibles i formen una part important de l'estratigrafia de l'escarpament Mugor, en la vora oriental de l'altiplà. És molt probable que Loriu no sigui un horst a causa del pendent gradual de la part occidental.
Les laves que cubreixen al Loriu daten del Pliocè, d'acord amb l'East African Geological Research Unit (Unitat d'Investigació Geològica d'Àfrica Oriental). Aquestes laves són principalment basalts de color grisenc, textura de traquites i format d'olivina. Altres basalts contenen olivina i fenocristalls de piroxè. A l'oest hi ha alguns basalts porfídics màfics i possiblement els majors basalts del Miocè talladests per dics i falles. S'ha recollit prop d'aquests basalts olivina nefelinita.
El marge sud del Loriu també està limitat per un grup volcànic important al voltant de la caldera Lomi.